# Chrysolina dhaulagirica
Chrysolina dhaulagirica é uma espécie de artrópode pertencente à família Chrysomelidae.